# Louisville Orchestra

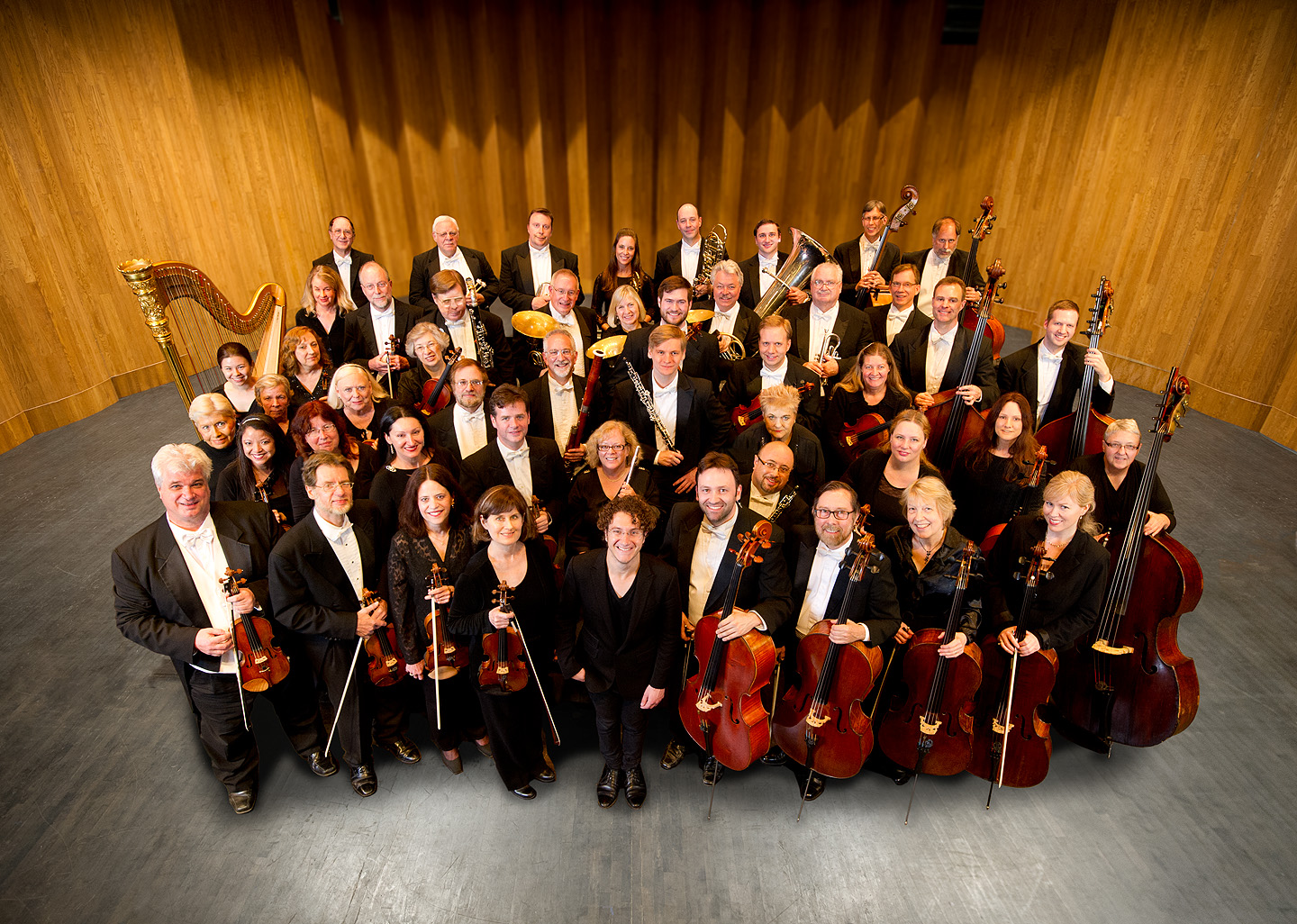
Les musiciens de l'orchestre en 2016.

L’Orchestre de Louisville (Louisville Orchestra) est le premier orchestre de la ville de Louisville (Kentucky). 

## Historique
Fondé en 1937 par le chef d'orchestre Robert Whitney (en)  et le mayeur de la ville Charles Farnsley, l'orchestre emploie 71 musiciens à plein temps. Il propose de nombreux concerts dans le Kentucky et en Indiana tout en travaillant en étroite collaboration avec le ballet de Louisville et l'opéra du Kentucky.
L'orchestre se représente souvent dans le Kentucky Center. Il s'est également représenté à la Maison-Blanche, au Kennedy Center, au Carnegie Hall et jusqu'à Mexico.
En 2001, il fut récompensé du prix d'excellence Leonard Bernstein pour son programme d'éducation.  Au total, il a remporté 19 récompenses de l'ASCAP.  

## Directeurs musicaux de l'orchestre
- Robert Whitney (en) (1937-1967)
- Jorge Mester (1967-1979)
- Akira Endo (1980-1982)
- Lawrence Leighton Smith (1983-1994)
- Max Bragado-Darman (1994-1998)
- Uriel Segal (1998-2004)
- Raymond Leppard (2004-2006)
- Jorge Mester (2006-....)